# HBO強檔鉅獻
HBO HiTS（HBO強檔鉅獻）在2006年3月16日和HBO Family同時成為HBO Asia頻道系列之一。這個頻道只在亞洲播放，美國HBO並沒有此頻道。HBO HiTS專門播放著名巨星及導演所參與的大製作和熱門賣座的荷里活電影。HBO HiTS每週精選七套全新電影，而為免觀眾錯過電影，更會多次重播這些片集。在香港，now寬頻電視在啟播同日引入，並根據在2005年8月中與HBO簽訂長期獨家播放協議，在2006年7月1日獨家播放此頻道。

## 節目與短片
每月於HBO首輪電影（HBO Blockbuster of the Month）的電影，通常會於下月的其中一週被HBO HiTS選為七套熱門電影之一，讓錯過了的觀眾能夠收看。另外，HBO的電影預告特輯「The Big Preview」也會於HBO HiTS播放多次。
在播放電影與電影之間，HBO HiTS也會播放不少短片，包括「The Top 10 Weekly Box-Office hits」（十大賣座電影）、電影圈最熱門的話題探討、製作中電影的最新情況、最新上映電影預告、熱賣電影的幕後花絮和名人與電影的介紹短片。 

## 外部連結
- HBO HiTS 亞洲官方網頁 （页面存档备份，存于）
- now  TV官方網頁 （页面存档备份，存于）